# Ib Storm Larsen
Ib Storm Larsen, danski veslač, * 28. september 1925, Faaborg, † 4. januar 1991, Algarve, Portugalska.
Larsen je za Dansko nastopil na Poletnih olimpijskih igrah 1948 in tam s četvercem brez krmarja osvojil srebrno medaljo.